# Barrow (Lancashire)
Barrow – wieś w Anglii, w hrabstwie Lancashire, w dystrykcie Ribble Valley. Leży 43 km na północ od miasta Manchester i 301 km na północny zachód od Londynu.